# Bellevuemoskén
Bellevuemoskén är en moské belägen på Stallmästargatan 5 i stadsdelen Gamlestaden i Göteborg. Bellevuemoskén drivs av Islamska sunnicentret (ISC) som bildades 1993 och är bekostad av Saudiarabien.

## Islamiska sunnicentret
ISC är ett religiöst trossamfund som  enligt Uppdrag granskning företräder den radikala salafigrenen av islam. Samfundet domineras av medlemmar med somalisk bakgrund och har omkring 5 000 medlemmar. ISC har ofta pekats ut av både media och säkerhetspolisen som en förening som har hyst personer som har haft sympatier för våldsbejakande tolkningar av islam. Föreningen är inte ansluten till någon riksorganisation.
År 2009 bjöd ISC in Xasaan Xuseen, andlig ledare för den islamistiska rörelsen al-Shabab. En talesperson ifrån ISC förnekade att Xuseen var företrädare för al-Shabab.
ISC har kvar sin gamla moské på Generalsgatan enligt Islamguiden, men på andra sidan gatan, Stallmästaregatan 5, byggde man 2005 en ny moské i en före detta livsmedelshall.

## Föreningar i anslutning till ISC
ISC samarbetar med andra genom att erbjuda sina lokaler till olika föreningar.

### Sveriges Förenade Muslimer
I den gamla moskélokalen på Generalsgatan 2 fanns år 2017 föreningen Sveriges Förenade Muslimer (SFM), som bildades år 2011. De arrangerade årligen konferensen Jag är muslim med cirka tusen besökare från hela landet. Föreningen har fått bidrag från Göteborgs Stad och Myndigheten för ungdoms- och civilsamhällesfrågor (MUCF). Enligt SVT:s program Uppdrag Granskning har föreningen bjudit in flera predikanter som uttryckt stöd för Islamiska staten och Al-Qaida. Ordförande är Wassim Eljomaa (2016), som år 2016 var styrelseledamot i den muslimska friskolan Vetenskapsskolan.
Abu Muadh från Halmstad moské, som anses kunnig inom den salafistiska miljön, har varit föreläsare hos SFM.
Den skattefinansierade förskolan Lär & Lek AB förde varje månad över 40 tusen kronor till SFM via en idrottsförening. Förskolan Lär & Lek har även kopplingar till den islamiska Vetenskapsskolan.

### Troende unga framtida förebilder
År 2005 fanns även föreningen Troende unga framtida förebilder (TUFF) i moskén på Generalsgatan 2. Föreningen bildades år 1998 efter diskoteksbranden i Göteborg. År 2006 fanns föreningen även i Malmö. Föreningens huvudföreläsare var år 2011 Anas Khalifa, som förordar att det är förbjudet för muslimer att ha vänner bland kristna, judar och andra muslimska trosinriktningar som shia-muslimer. År 2011 bjöd man in salafistiska predikanten Bilal Philips att föreläsa. Föreningen upphörde år 2013.

#### Talesman Amanj Aziz
Talesman för TUFF år 2011 var Amanj Aziz som även var projektledare Göteborgs rättighetscenter, en antidiskrimineringsbyrå som får statsbidrag ifrån Myndigheten för ungdoms- och civilsamhällesfrågor (MUCF). Aziz har även varit redaktör för antidemokratiska webbtidningen Ummah Observer och suttit i styrelsen för Charta 2008 åren 2011 - 2014.